# 油木站
油木站（日语：／ Yuki eki */?）是位於廣島縣庄原市西城町油木，西日本旅客鐵道（JR西日本）木次線的車站。
此站最廣島縣最北車站。另外，此站與鄰站木次線終點站備後落合站之間設有岡山分社和米子分社的邊界（邊界處位於下行場內信號機）。因此此站是木次鐵道部管轄範圍內之最南端車站。

## 歷史
- 1937年（昭和12年）12月12日 - 木次線八川站至備後落合站之間開通，此站啟用。
  - 當時車站地址為廣島縣比婆郡八鉾村油木。
- 1954年（昭和29年）3月31日 - 隨著西城町（日语：西城町）（第三次）成立，車站地址變為廣島縣比婆郡西城町油木。
- 1971年（昭和46年）10月1日 - 國鐵職員停止發售車票，暫停處理手提小行李[1]。
- 1987年（昭和62年）4月1日 - 伴隨國鐵分割民營化，車站由西日本旅客鐵道（JR西日本）營運。
- 2005年（平成17年）3月31日 - 隨著庄原市（第二次）成立，車站地址變為廣島縣庄原市西城町油木。

## 車站構造
車站是一座地面車站，設有1面1線的單式月台。曾經此站設有1面2線的島式月台，當中下行路軌已經撤走，現時只使用1號月台（上行月台）。車站大樓已經拆毀，車站內只有月台。月台靠近備後落合一方設有車站出入口。
此站是由木次鐵道部管理的無人車站。此站沒有自動售票機。

## 使用狀況
以下為近年1日平均乘車人次列表：
| 年度               | 1日平均 乘車人次 | 1日平均 上下車人次 | 參考資料 |
| ------------------ | ---------------- | ------------------ | -------- |
| 1981年（昭和56年） | 12               |                    |          |
|                    |                  |                    |          |
| 2002年（平成14年） | 1                |                    | [ 3 ]    |
| 2003年（平成15年） |                  |                    |          |
| 2004年（平成16年） |                  |                    |          |
| 2005年（平成17年） |                  |                    |          |
| 2006年（平成18年） |                  |                    |          |
| 2007年（平成19年） |                  |                    |          |
| 2008年（平成20年） |                  |                    |          |
| 2009年（平成21年） |                  |                    |          |
| 2010年（平成22年） |                  |                    |          |
| 2011年（平成23年） |                  | 1                  | [ 4 ]    |
| 2012年（平成24年） |                  | 1                  | [ 4 ]    |
| 2013年（平成25年） |                  | 1                  | [ 4 ]    |
| 2014年（平成26年） |                  | 2                  | [ 4 ]    |
| 2015年（平成27年） |                  | 2                  | [ 4 ]    |
| 2016年（平成28年） |                  | 0                  | [ 4 ]    |
| 2017年（平成29年） |                  | 1                  | [ 4 ]    |
| 2018年（平成30年） |                  | 2                  | [ 4 ]    |
| 2019年（令和元年） |                  | 2                  | [ 4 ]    |

## 車站周邊
- 國道314號（日语：国道314号）
- 西城交通（日语：西城交通）「油木站前」巴士站
- 油木站前簡易郵局
- 油木地區老人集會所
- 八幡神社
- 安養寺

## 相鄰車站
西日本旅客鐵道
 木次線
三井野原－油木－備後落合

## 注腳
1. ↑  「合理化にゆらぐ木次線 道路整備が客足奪う 過疎が追い打ちをかける」《中國新聞》昭和46年8月25日島根版 8面
2. ↑  国土数値情報　駅別乗降客数データ  （页面存档备份，存于）（日語） - 國土交通省，2021年7月11日參閲
3. ↑  「飲食・小売の出店を科学する出店戦略情報局」之存檔數據
4. 1 2 3 4 5 6 7 8 9  國土數値情報 不同站的上下車人次數據

## 外部連結
- 油木｜車站資訊：JR出門網 - 西日本旅客鐵道（日語）